# Monticello

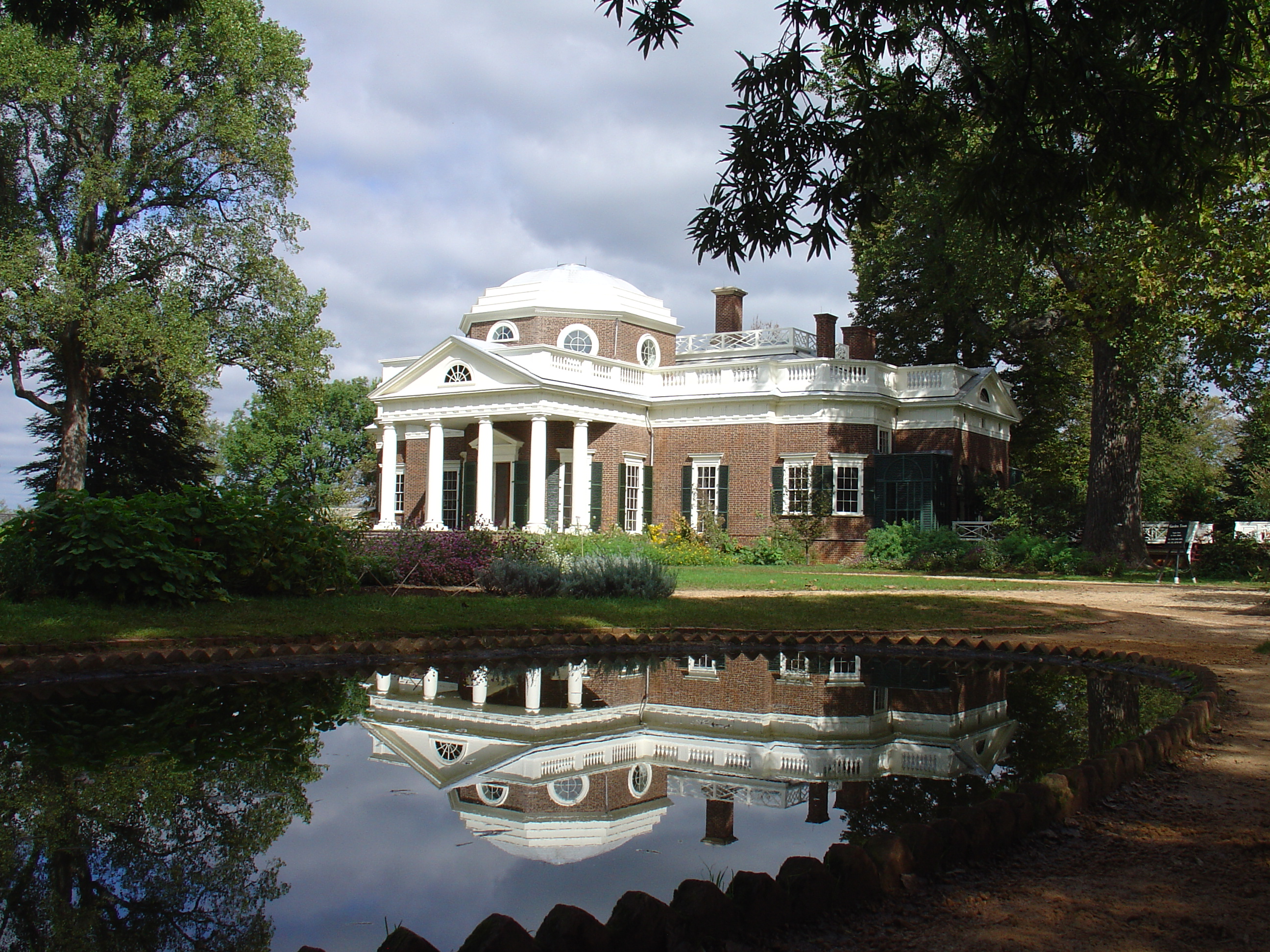
Monticello và bóng của tòa nhà

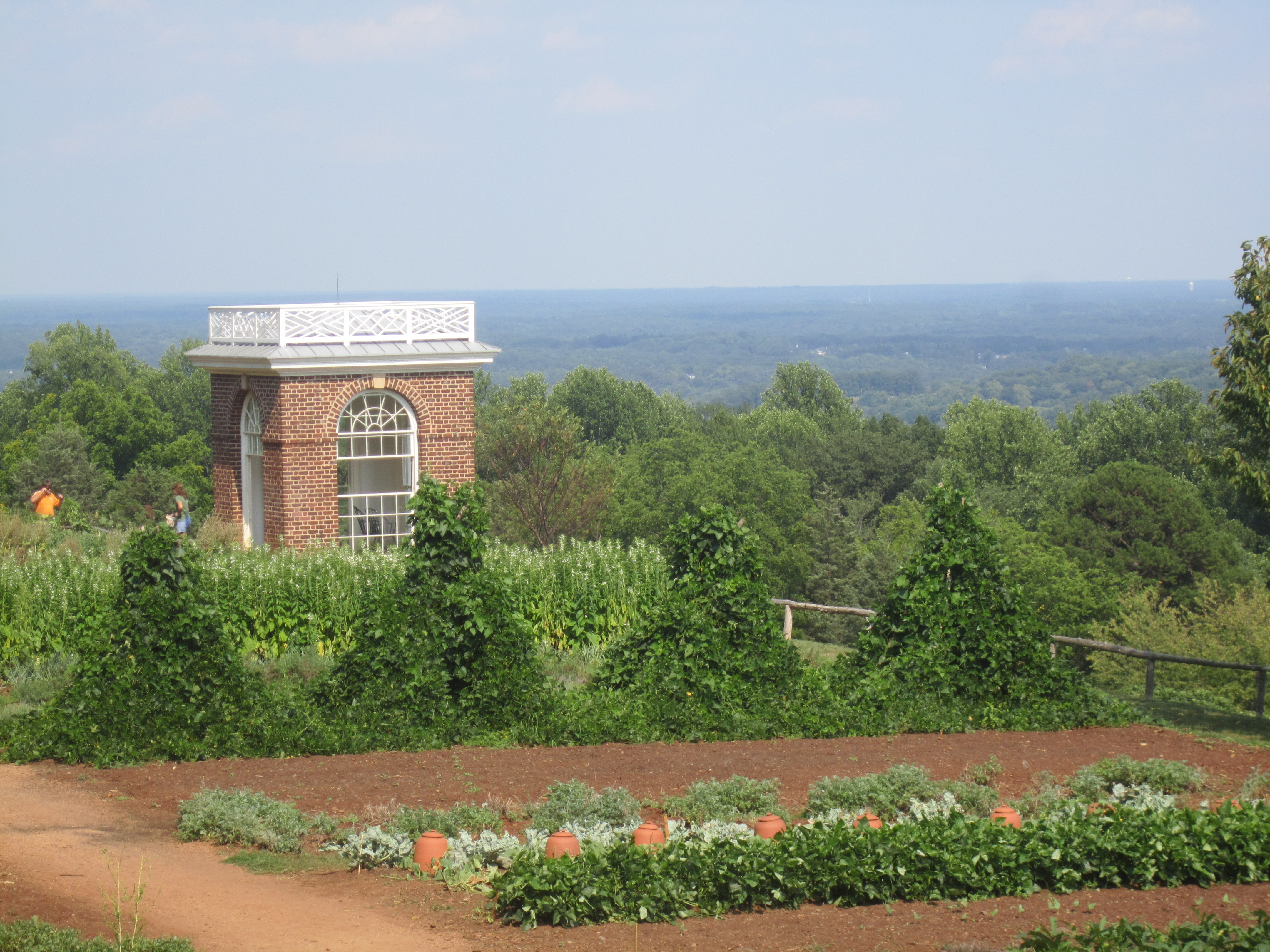
Khu vườn tại Monticello

Monticello hay còn gọi là Nhà Thomas Jefferson (Thomas Jefferson house) là đồn điền chính của tổng thống thứ ba của Hoa Kỳ là Thomas Jefferson. Mảnh đất được ông kế thừa và ông đã biến nơi đây thành một đồn điền với rất nhiều loại cây, chủ yếu là thuốc lá và các loại cây hỗn hợp được ông xây dựng khi ông 26 tuổi. Khuôn viên ban đầu có diện tích 5.000 mẫu Anh, trong đó có một phần được chỉ định là nghĩa trang Monticello, thuộc sở hữu của Hiệp hội Monticello, một xã hội dòng dõi con cháu của vị tổng thống này thông qua Martha Jefferson.
Ngôi nhà được Jefferson thiết kế dựa trên các nguyên tắc tân cổ điển được mô tả trong cuốn sách của kiến trúc sư người Ý Andrea Palladio. Ông thiết kế lại nó trong thời gian nhiệm kỳ tổng thống của mình bao gồm các yếu tố thiết kế phổ biến cuối thế kỷ 18 ở châu Âu. Công trình chứa rất nhiều các giải pháp thiết kế riêng của ông. Ngôi nhà nằm trên đỉnh của một ngọn đồi cao 850 ft (260 m) nằm ở vùng núi phía nam của dãy núi Tây Nam ở Gap Rivanna. Tên của nó trong tiếng Ý có nghĩa là "ngọn núi nhỏ". Trong khuôn viên bao gồm rất nhiều các công trình bao gồm xưởng làm đinh, khu nô lệ Row Mulberry, vườn hoa, khu vực sản xuất và thí nghiệm trong chăn nuôi, cộng với khu vực trồng thuốc lá và các loại cây trồng hỗn hợp.
Sau khi Jefferson qua đời, con gái của ông là Martha Randolph Jefferson đã bán khu đất trên. Qua nhiều chủ sở hữu khác nhau thì vào năm 1834, nơi đây đã được Uriah P. Levy - một phó đề đốc trong Hải quân Mỹ và là một trong những người ngưỡng mộ Jefferson - mua lại và ông đã dành tiền riêng của mình để bảo quản tài sản tại Monticello. Cháu trai của ông là Jefferson Levy Monroe tiếp quản tài sản này vào năm 1879 và cũng đã đầu tư rất nhiều tiền để khôi phục và giữ gìn công trình này cho đến khi ông bán nó cho quỹ Thomas Jefferson vào năm 1923, từ đó, nơi đây hoạt động như một bảo tàng nhà ở và cơ sở giáo dục. Nó đã được công nhận là Di tích Lịch sử quốc gia Hoa Kỳ. Năm 1987, Monticello và Đại học Virginia gần đó, một công trình cũng được Jefferson thiết kế đã được UNESCO công nhận là di sản thế giới. Nó là nhà tổng thống và tư gia duy nhất trong danh sách di sản thế giới tại Hoa Kỳ.

## Thiết kế và xây dựng
Công trình được xây dựng như là một ngôi biệt thự, vườn thực vật. Tuy có nhiều mẫu thiết kế nhưng Jefferson muốn tạo ra một cái gì đó rất riêng cho mình. Ông đã tạo ra một lối kiến trúc mới tại một quốc gia mới.
Công việc xây dựng bắt đầu mà các sử gia sau này đề cập như là "Monticello đầu tiên" vào năm 1768, trên một mảnh đất có diện tích khoảng 5.000 mẫu Anh (2.000 ha) vào năm 1770. Ông tiếp tục làm việc trên thiết kế ban đầu của mình, nhưng sau khi vợ ông qua đời vào năm 1782, ông đã rời Monticello vào năm 1784 để sang Pháp với tư cách được cử làm công sứ đại diện cho chính phủ Mỹ non trẻ bấy giờ. Trong suốt nhiều năm của mình ở châu Âu, ông đã có cơ hội để quan sát và ngắm nhìn một số những tòa nhà cổ điển mà ông đã biết từ trước thông qua sách báo, cũng như khám phá được xu hướng "hiện đại" trong kiến trúc Pháp. Quyết định sửa sang lại nhà riêng của mình có thể bắt nguồn từ giai đoạn này. Năm 1794, sau khi giữ chức vụ Ngoại trưởng Mỹ đầu tiên của Hoa Kỳ (1790-1793), Jefferson đã bắt đầu xây dựng lại ngôi nhà của mình dựa trên các ý tưởng của ông trong thời gian ở châu Âu. Quá trình tu sửa tiếp tục trong suốt nhiệm kỳ tổng thống của ông (1801-1809).  Mặc dù nhìn chung công trình được hoàn thành vào năm 1809, nhưng Jefferson tiếp tục sửa sang cho đến khi ông qua đời vào năm 1826.
Jefferson đã thêm một hành lang trung tâm và hai phòng song song với nhau, tăng gấp đôi diện tích của tòa nhà. Nội thất được tập trung vào hai phòng lớn, phục vụ như là một lối vào đại sảnh của bảo tàng, và một phòng âm nhạc. Các yếu tố gây ấn tượng sâu sắc nhất trong thiết kế mới là một mái vòm hình bát giác, ông đặt phía trên mặt trước phía tây của tòa nhà tại hiên tầng hai. Các phòng trong mái vòm được mô tả như là "một căn hộ cao quý và xinh đẹp, nhưng nó hiếm khi được sử dụng có lẽ bởi vì nó nóng vào mùa hè và lạnh vào mùa đông, hoặc có thể bởi vì muốn tới được phải đi lên cầu thang rất dài và hẹp.

## Lịch sử
Sau khi Jefferson qua đời vào ngày 04 tháng 7 năm 1826, người duy nhất kế thừa Monticello chính là con gái của ông Jefferson Martha Randolph. Nhưng do gặp vấn đề về tài chính trong gia đình mình vì bệnh tâm thần của chồng nên năm 1831, bà bán Monticello cho James Turner Barclay, một người bào chế thuốc địa phương. Sau đó, Barclay đã bán nó cho Uriah P. Levy vào năm 1834, vị phó đề đốc Do Thái đầu tiên (tương đương với đô đốc ngày nay) trong Hải quân Hoa Kỳ. Levy là một người Mỹ gốc Do Thái thế hệ thứ năm có gia đình định cư tại Savannah, tiểu bang Georgia và là người rất ngưỡng mộ Jefferson. Ông đã sử dụng các quỹ tư nhân của mình để sửa chữa, phục hồi và bảo tồn ngôi nhà. Trong cuộc nội chiến Mỹ, ngôi nhà đã bị chính phủ miền Nam tịch thu bởi vì nó đã thuộc sở hữu của một sĩ quan chính phủ miền Bắc. Sau cuộc chiến tranh, Uriah Levy phục hồi lại Monticello.

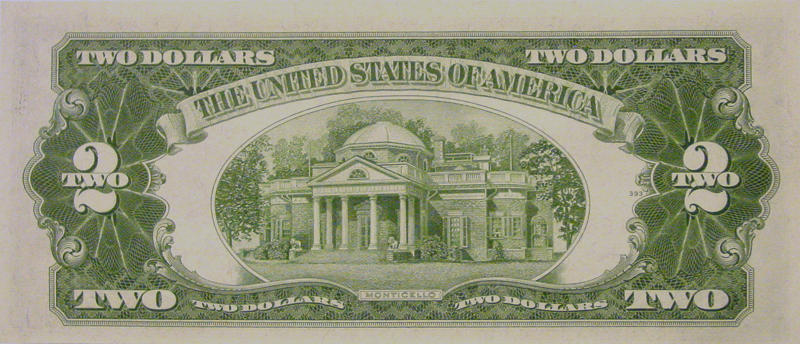
Hình ảnh Monticello trên mặt trái của tờ 2 đô la năm 1953. Trên đó có hình ảnh hai con "sư tử" ở hai bên lối vào. Những con sư tử được đặt ở đó bởi Jefferson Levy, đã được gỡ bỏ vào năm 1923 khi Quỹ Thomas Jefferson mua lại.

Những người thừa kế của Uriah P. Levy đã tranh chấp tài sản này nhưng các vụ kiện tụng của họ đã được giải quyết vào năm 1879, sau khi Jefferson Monroe Levy, một luật sư nổi tiếng ở New York, đồng thời là một người đầu cơ cổ phiếu và bất động sản, nghị sĩ Hạ viện Hoa Kỳ và là cháu trai của Uriah Levy đã mua đứt tài sản này từ những người thừa kế khác với giá 10.050 $. Cũng giống như chú của mình, ông cũng đã sửa chữa, phục hồi và bảo quản Monticello. Ông cùng với chú của mình đã bảo vệ tài sản quốc gia Monticello cho người dân Mỹ trong suốt gần 100 năm.
Năm 1923, một tổ chức phi lợi nhuận có tên là Quỹ Thomas Jefferson với ngân quỹ do Theodore Fred Kuper và những người khác đóng góp, đã mua ngôi nhà từ Jefferson Levy. Họ đã thành công trong việc phục chế bổ sung theo chỉ đạo của các kiến trúc sư như Fiske Kimball và Milton L. Grigg.
Quỹ cho Monticello hoạt động như là một nhà bảo tàng và cơ sở giáo dục. Du khách có thể xem các căn phòng ở tầng hầm và tầng trệt, nhưng các tầng thứ hai và thứ ba không mở cửa cho công chúng để đề phòng cháy nổ. Du khách có thể tham quan tầng thứ ba (Dome) chỉ khi theo một cuộc tham quan đặc biệt.
Monticello là một địa điểm lịch sử quốc gia. Đây không chỉ là dinh thự của một vị tổng thống nổi tiếng trong lịch sử Hoa Kỳ mà còn là một di sản thế giới của UNESCO. Bao gồm trong đó là cơ sở ban đầu và các tòa nhà của Đại học Virginia do Jefferson thiết kế. Từ 1989 đến 1992, một nhóm các kiến trúc sư từ Viện khảo sát tòa nhà lịch sử của Mỹ (HABS) của Hoa Kỳ đã tạo ra một bộ sưu tập các bản vẽ đo Monticello. Những bản vẽ này được lưu giữ ở Thư viện Quốc hội.
Trong số các thiết kế khác của Jefferson là dinh thự Poplar Forest, nơi nghỉ tĩnh tâm riêng của mình gần Lynchburg, mà ông dự định cho con gái Maria của ông, người qua đời ở tuổi 25, Đại học Virginia, Tòa nhà Đại hội đồng bang Virginia(Virginia State Capitol) ở Richmond.

## Trang trí nội thất
Phần lớn trong trang trí nội thất của công trình dựa trên ý tưởng cá nhân của Jefferson.

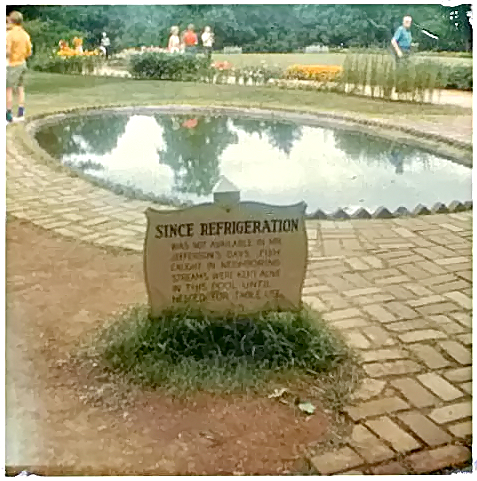
Ao thả cá được thiết kế bởi Jefferson.

## Hình ảnh

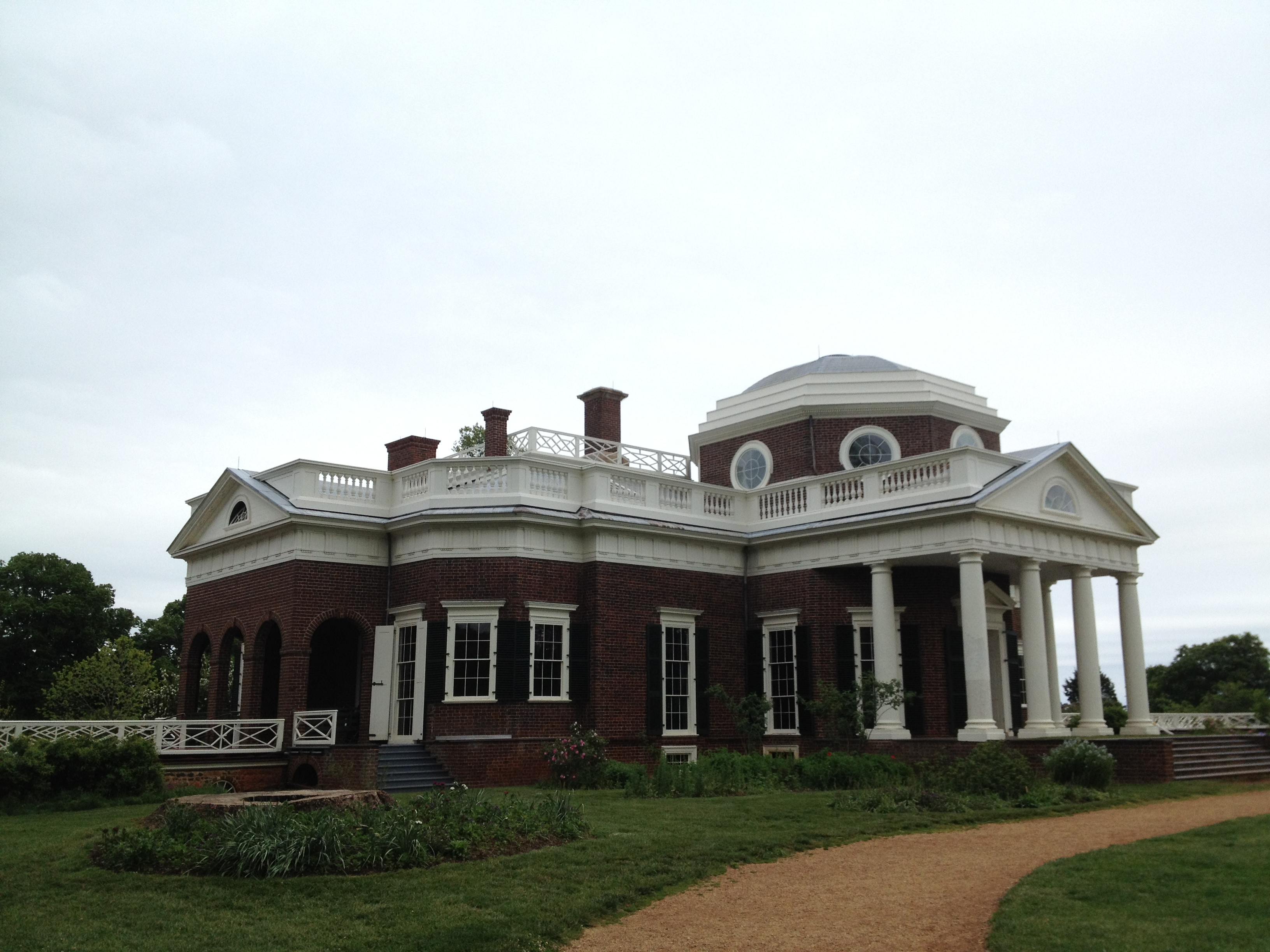
Các bên của Monticello
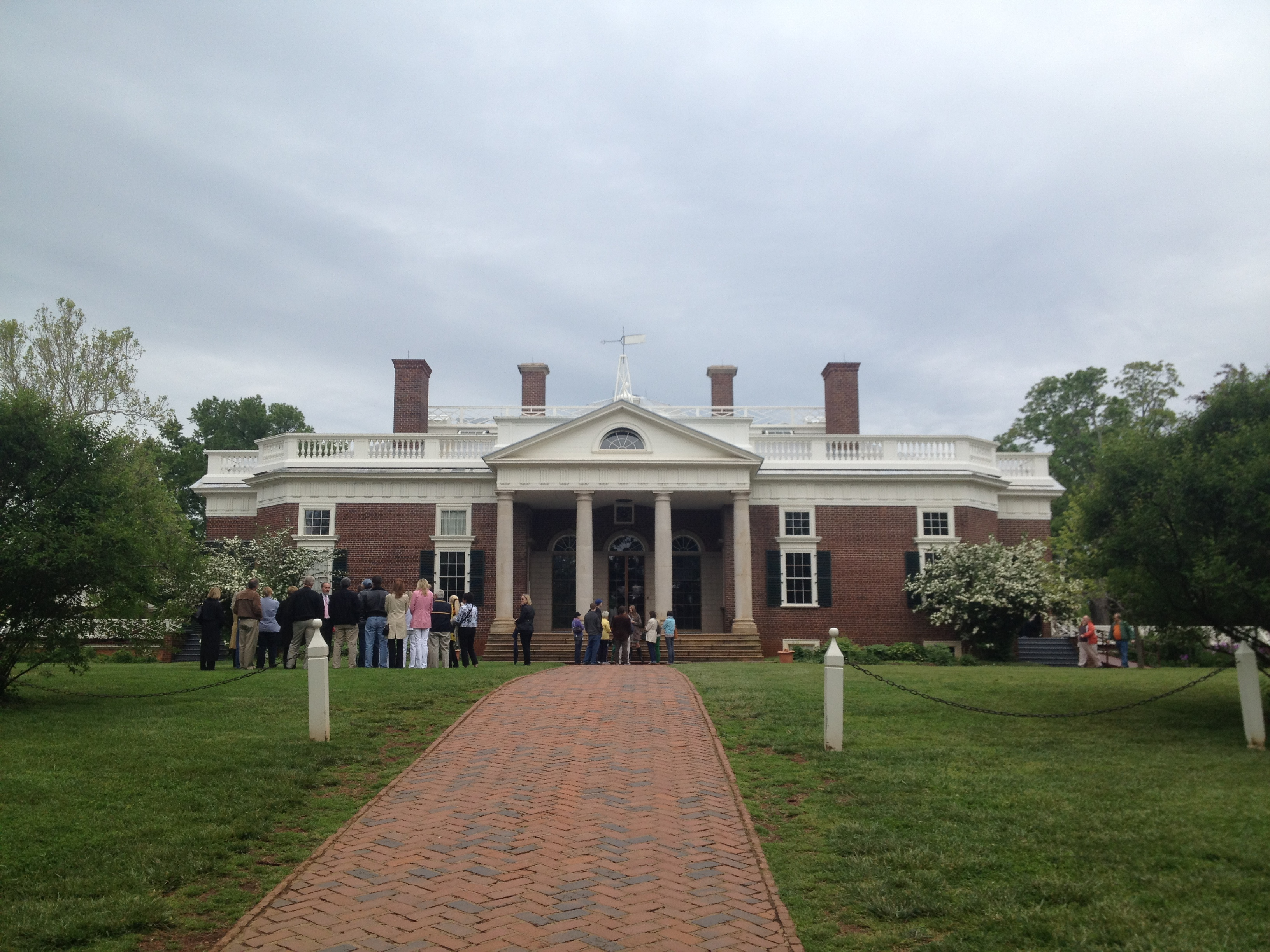
Mặt tiền của Monticello
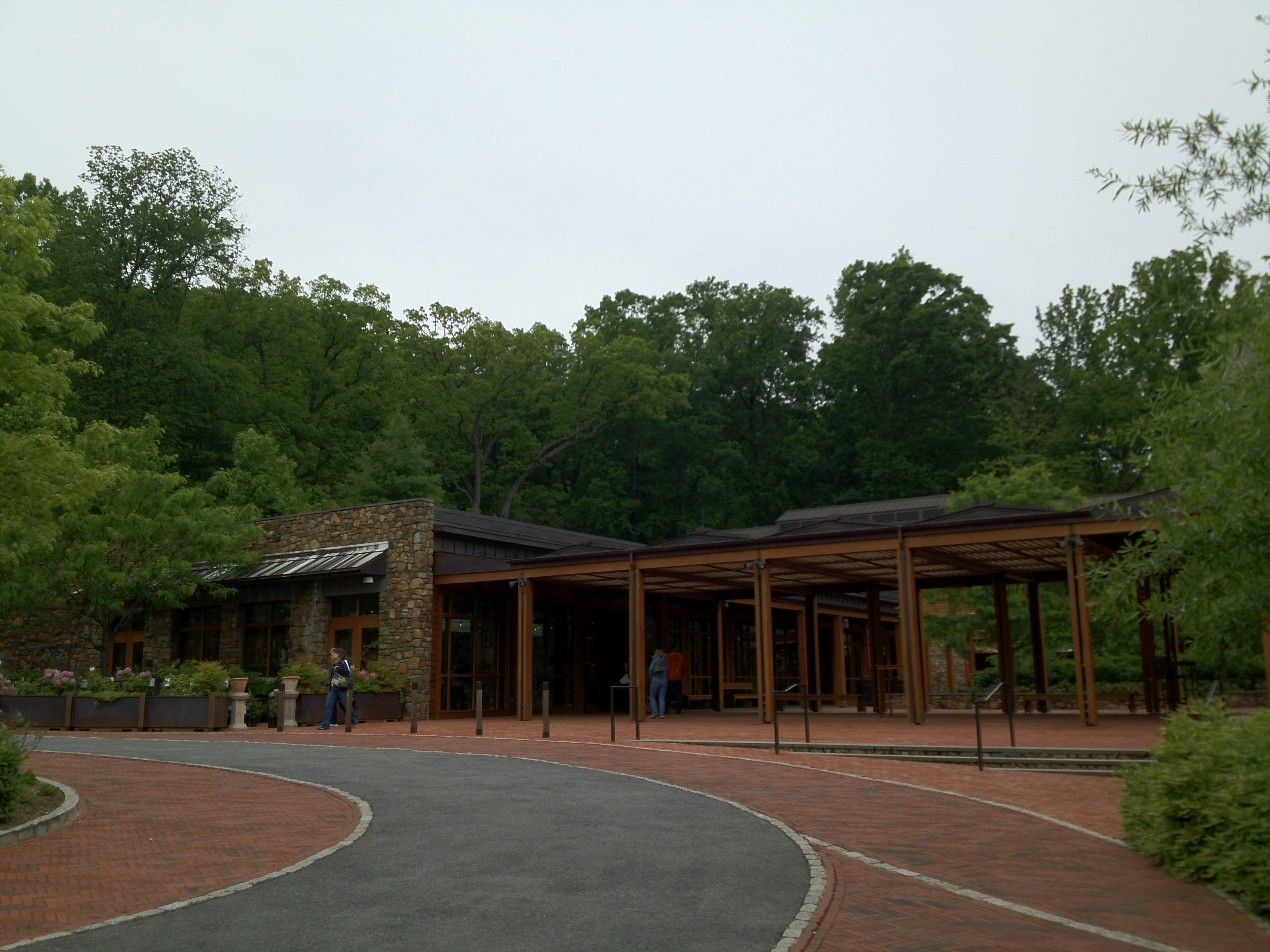
The Visitor's Center
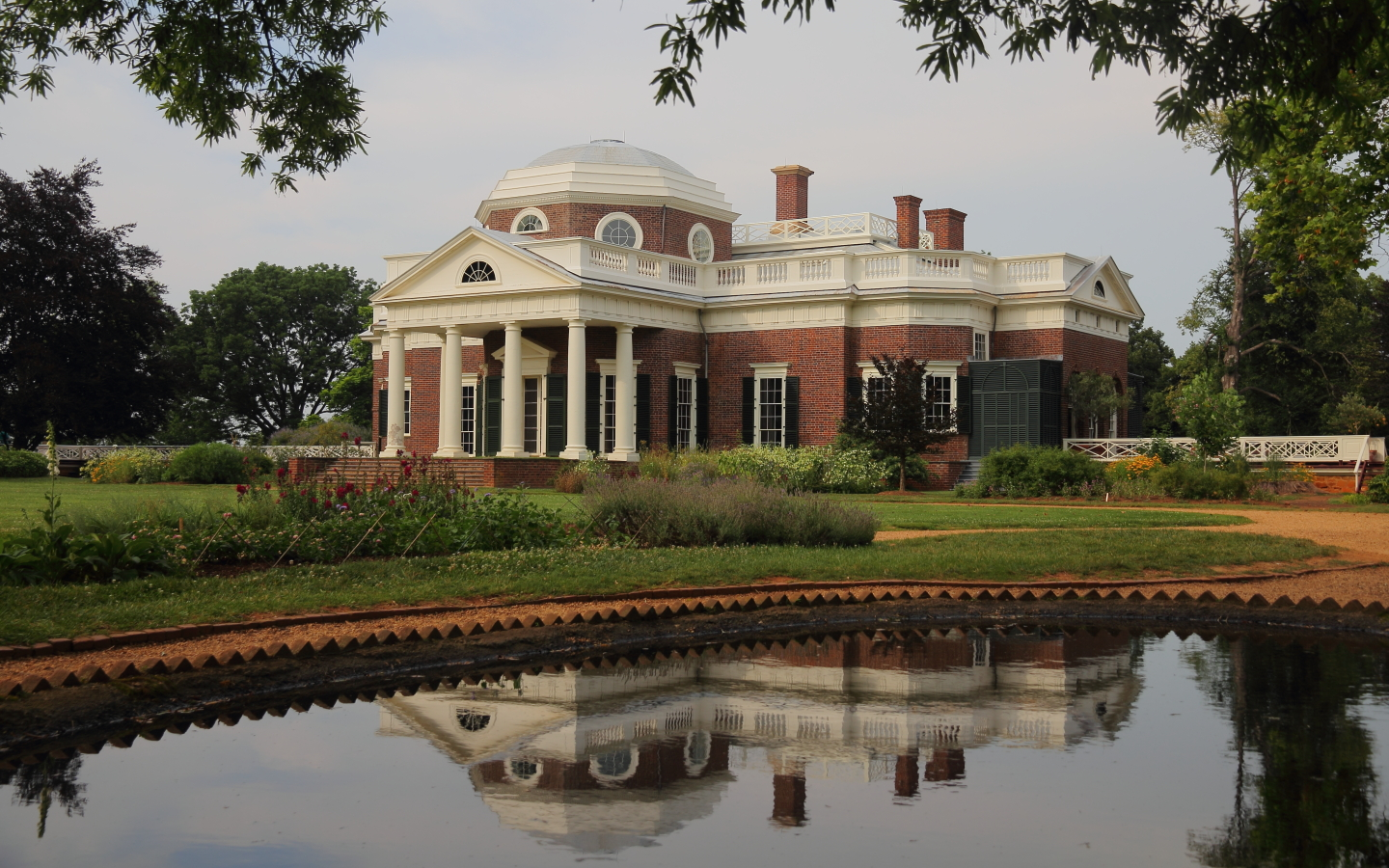
Quang cảnh nhìn từ hồ bơi
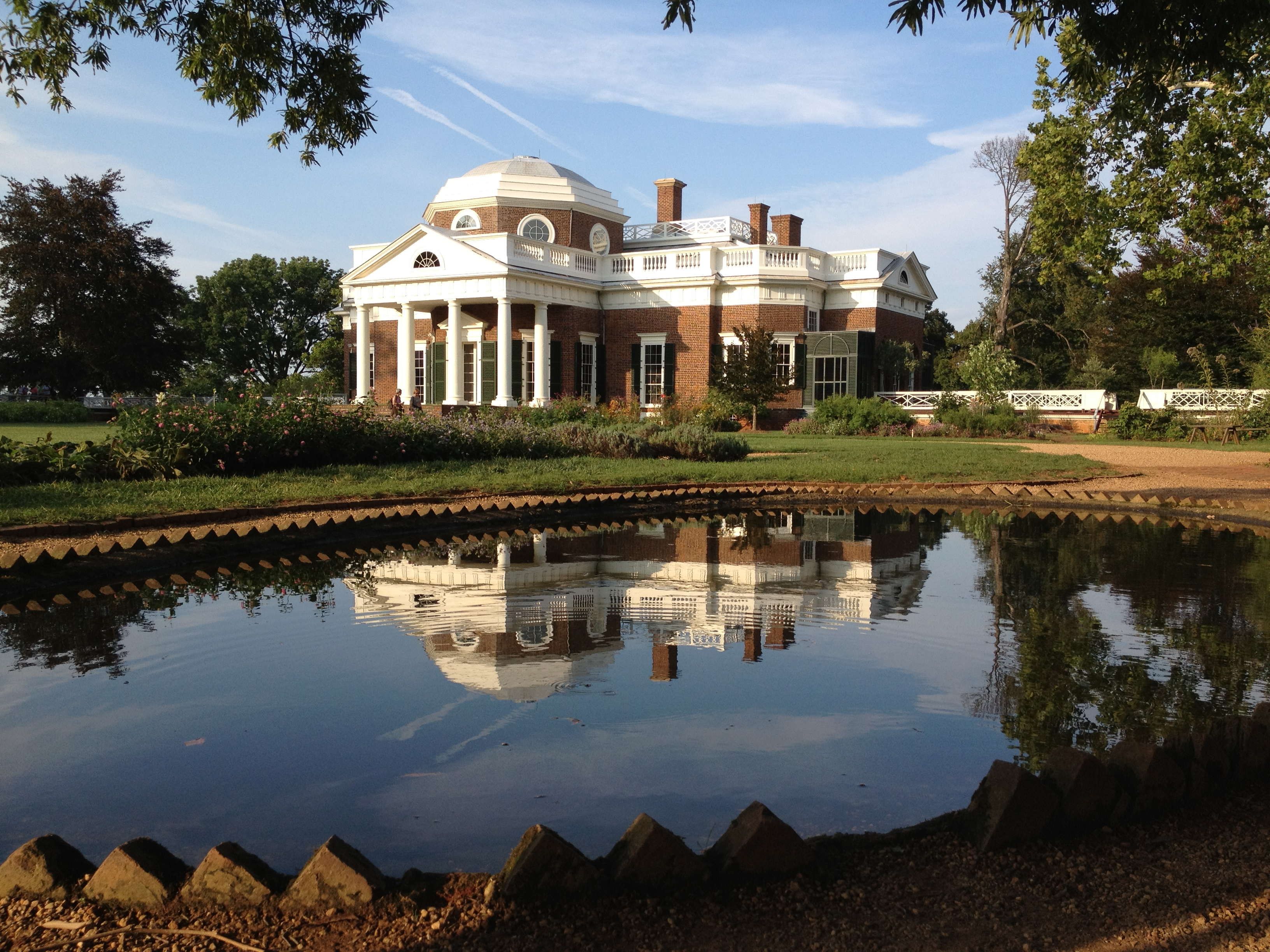
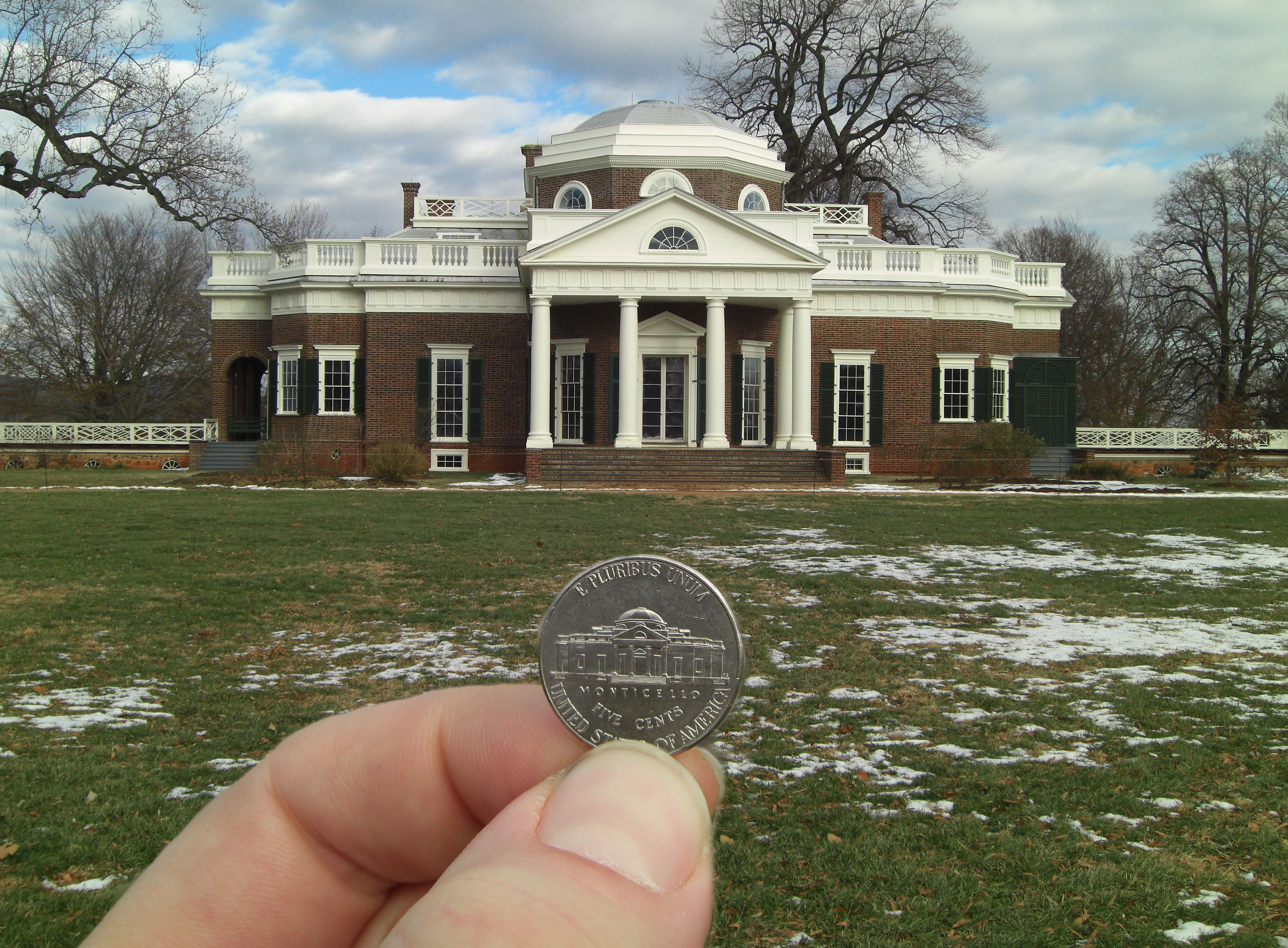
Monticello và hình ảnh của nó trên một đồng xu